# Mitrephora grandiflora
Espèce
Synonymes
- Kinginda grandiflora Kuntze[2]

Statut de conservation UICN

 VU B1+2c : Vulnérable
Mitrephora grandiflora est une espèce de plantes à fleurs de la famille des Annonaceae originaire des états du Karnataka et du Kerala en Inde.

## Publication originale
- The Flora Sylvatica for Southern India 1: , t.75. 1871.